# Palais du sultan de Pouss
Le Palais du sultan de Pouss est situé dans l’arrondissement de Maga, département du Mayo-Danay, dans la Région de l'Extrême-Nord. Très coloré, ce monument historique du Cameroun  est construit tout en terre et offre un microclimat doux au cœur de la région sahélienne. Disposant de plusieurs objets d'arts, on y trouve les tombes de tous les sultans ayant gouverné la région.

## Histoire
En 2024, le sultan est Oumar Mbang Abba Mbang.

## Biographie
- Marie-Laure de Noray. Waza Logone: histoires d'eaux et d'hommes; vivre dans la plaine inondable de Waza Logone au Cameroun. IUCN, 2002 - 128 p.